# Santana EC
Der Santana Esporte Clube, in der Regel nur kurz Santana genannt, ist ein Fußballverein aus Santana im brasilianischen Bundesstaat Amapá.
Aktuell spielt der Verein in der vierten brasilianischen Liga, der Série D sowie in der Staatsmeisterschaft von Amapá.

## Erfolge
Männer:
- Staatsmeisterschaft von Amapá: 1960, 1961, 1962, 1965, 1968, 1972, 1985

Frauen:
- Staatsmeisterschaft von Amapá: 2017

## Stadion
Der Verein trägt seine Heimspiele im Estádio Milton Corrêa in Santana aus. Das Stadion hat ein Fassungsvermögen von 5000 Personen.

## Trainerchronik
| Trainer    | Nation    | von      | bis |
| ---------- | --------- | -------- | --- |
| Jose Mário | Brasilien | Mai 2021 |     |